# Josef Engelhart

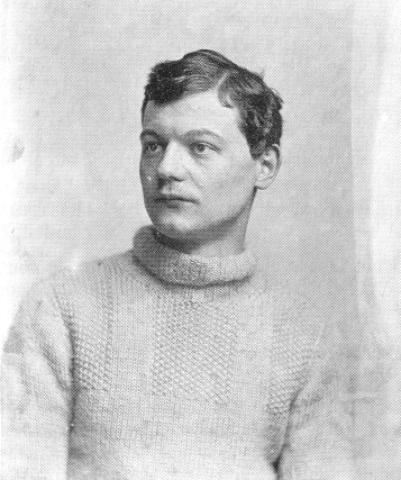
Josef Engelhart, 1890

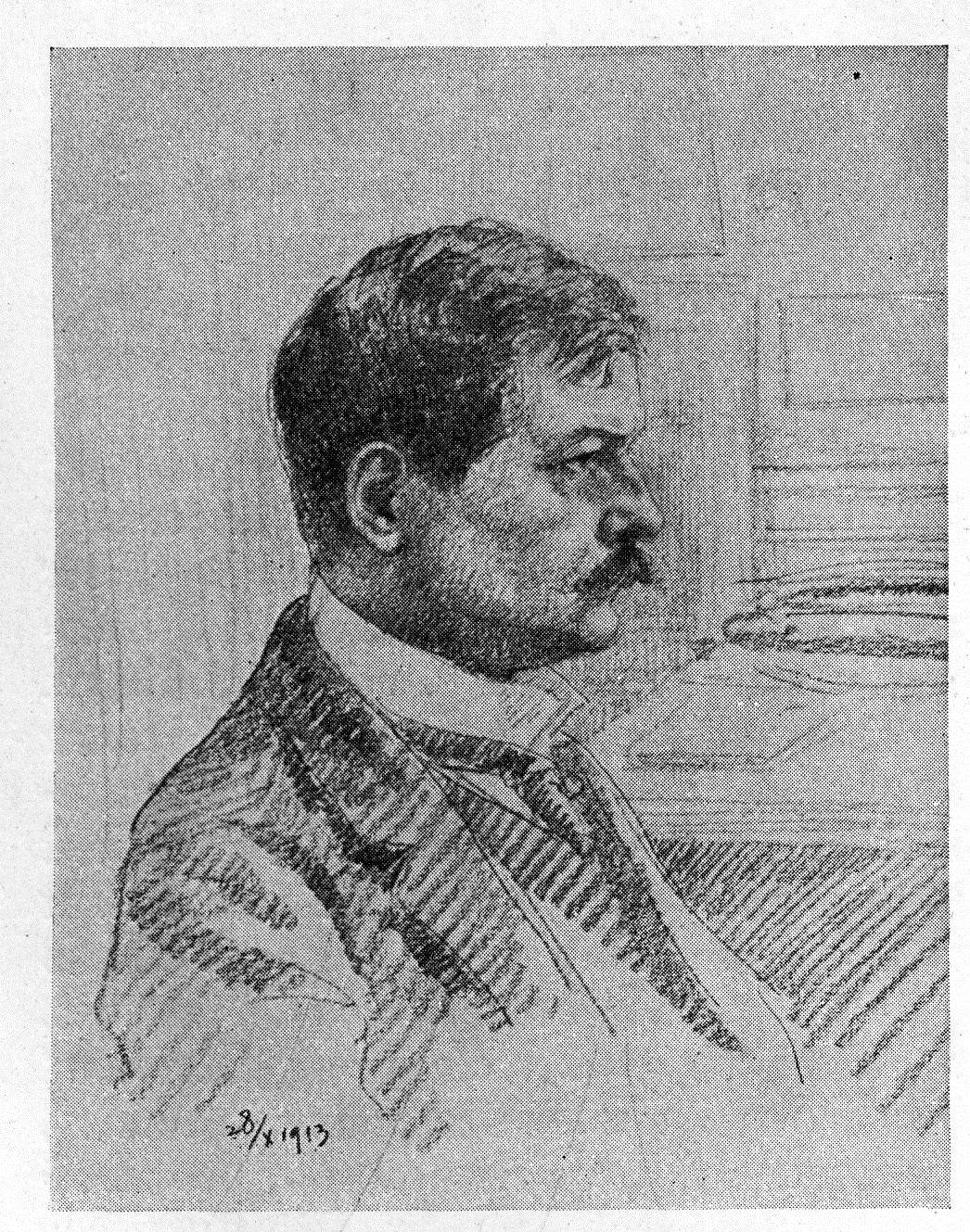
Josef Engelhart, Selbstporträt, 1913

Josef Anton Engelhart (* 19. August 1864 in Wien; † 19. Dezember 1941 ebenda) war ein österreichischer Maler und Bildhauer. Er war eine der führenden Gestalten der Kunstszene in Wien um 1900 und einer der Mitbegründer der Wiener Secession.

## Leben und Wirken

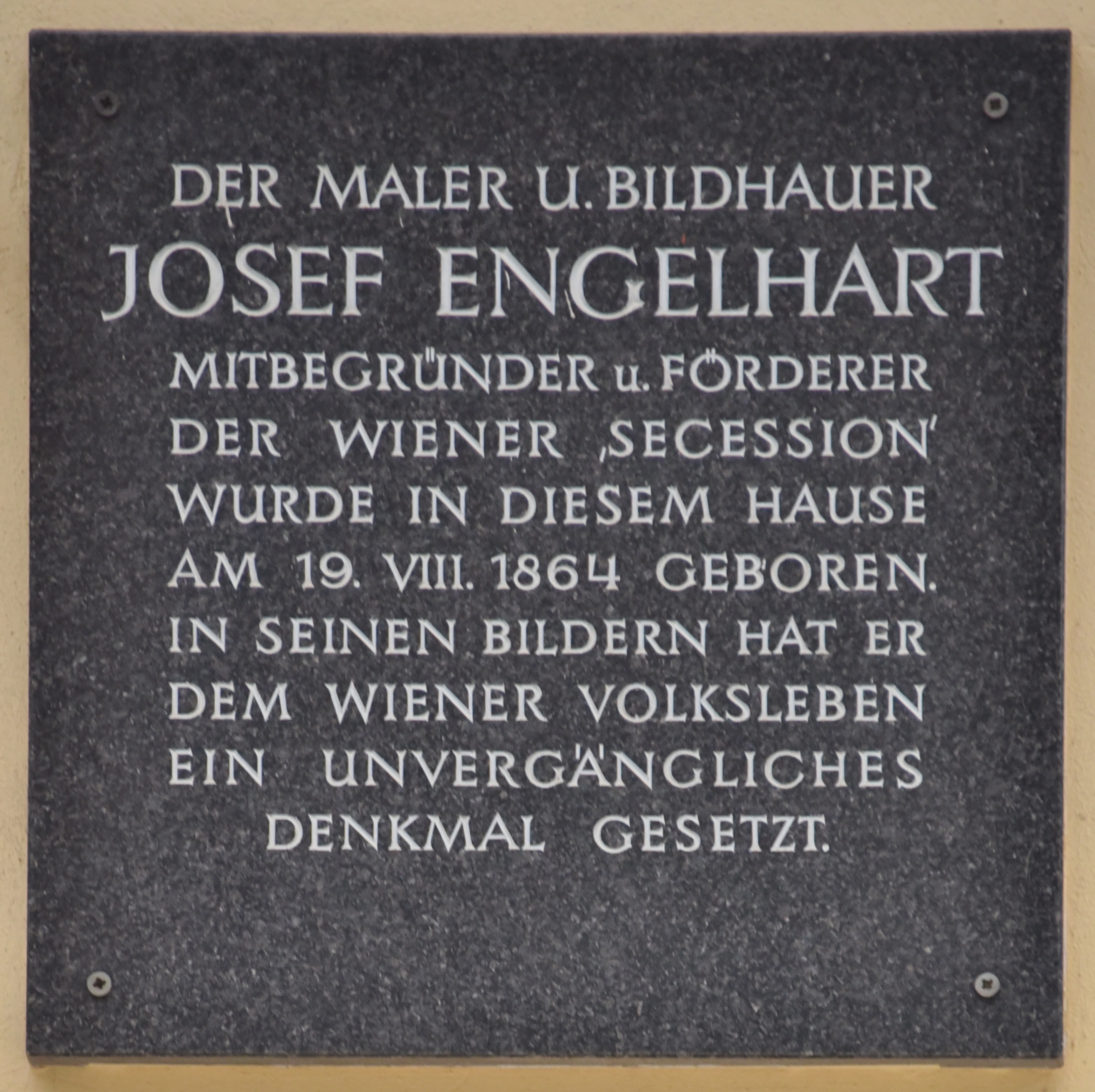
Gedenktafel an seinem Geburtshaus in der Löwengasse in Wien

Josef Engelhart war der Sohn des Fleischhauers Josef Anton Engelhart (1838–1900) und dessen Frau Maria Apfelthaler (1842–1933) und wuchs in Erdberg auf. Nach dem Besuch der Oberrealschule in der Radetzkystraße und absolvierter Matura studierte er ab 1882 an der Akademie der bildenden Künste Wien sowie ab 1883 an der Akademie der Bildenden Künste München. Dort waren Gabriel von Hackl, Johann Caspar Herterich und Ludwig Löfftz seine Lehrer. 1887 kehrte Engelhart nach Wien zurück, wo er mit den Schriftstellern Ludwig Ganghofer, Eduard Pötzl und Vinzenz Chiavacci bekannt wurde und sich der Künstlervereinigung Hagengesellschaft anschloss. 1888 wurde er in die Genossenschaft bildender Künstler Wiens aufgenommen und stellte dort erstmals zwei seiner Bilder aus. 1891/92 ging Engelhart nach Paris, wo er sich über die neuesten Strömungen in der Kunst informierte und auch mehrere seiner Werke in der Sociéte Nationale des Beaux Arts ausstellte. Eine Reise nach Spanien schloss sich an, ehe Engelhart 1893 wieder nach Wien zurückkehrte und in seinen Arbeiten die neuen Erkenntnisse anwendete.
Engelhart hatte zunehmend Erfolg beim Publikum, während sich die Spannungen zwischen ihm und anderen gleichgesinnten Malern und den konservativen Mitgliedern des Wiener Künstlerhauses verstärkten. 1894 machte er gemeinsam mit Theodor von Hörmann eine Studienreise nach Taormina. Er beteiligte sich 1895 an der Internationalen Kunstausstellung in Venedig und reiste nach Brüssel und Antwerpen. Im selben Jahr heiratete er Dorothea ("Doris") Mautner von Markhof (1871–1967), eine Tochter von Carl Ferdinand Ritter Mautner von Markhof aus 1. Ehe, die auf seinen Wunsch die Malerei aufgeben musste. Bis zum Herbst 1896 blieb das junge Paar in München. Wieder in Wien mündeten die zunehmenden Spannungen innerhalb des Künstlerhauses in die Abspaltung einer Reihe von Künstlern und die Gründung der Vereinigung bildender Künstler Österreichs Secession. Neben Engelhart gehörten der Secession unter anderen Gustav Klimt, Koloman Moser und Carl Moll an, während der 85-jährige Rudolf von Alt den Ehrenvorsitz übernahm. Josef Engelhart stellte in den folgenden Jahren seine künstlerische Tätigkeit weitgehend zurück und widmete sich mit großer Energie der Organisation und wirtschaftlichen Entwicklung der neuen Vereinigung. Durch seine zahlreichen Kontakte gelang es ihm die namhaftesten internationalen Künstler für Ausstellungen in Wien zu gewinnen. Moralische Unterstützung erhielten die „Jungen“ durch den Besuch von Kaiser Franz Josef bei der Eröffnungsausstellung der Secession und durch Bürgermeister Karl Lueger. Von Frühjahr 1899 bis April 1900 übernahm Engelhart von Klimt erstmals die Präsidentschaft der Secession. Seine intensive Reisetätigkeit zu den Schauplätzen des internationalen Kunstbetriebs blieb dabei aufrecht. 1900 wurde Engelhart durch Max Liebermann zum auswärtigen Mitglied der Berliner Secession ernannt.

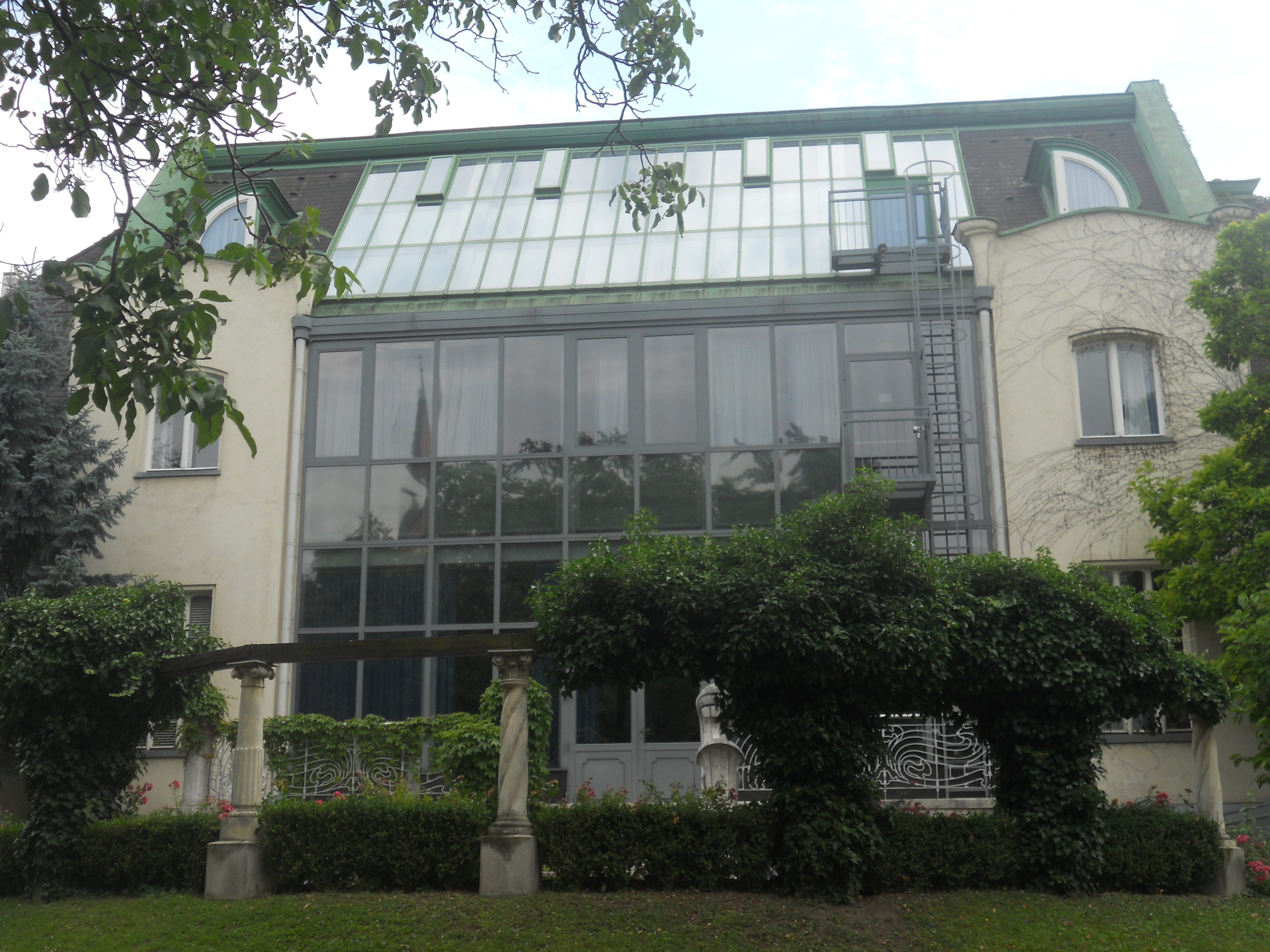
Engelharts ehemaliges Atelier im Hof Steingasse 15/Hafengasse 1a

1901 erwarb Engelhart ein Haus in der Steingasse 15, das durch Ferdinand Fellner III. großzügig umgebaut wurde. Darin befand sich ein zweigeschoßiges Atelier. Kolo Moser entwarf den Kachelschmuck an der Fassade. Engelhart veranstaltete hier legendäre Feste. Im selben Jahr erhielt er das Ritterkreuz des Franz-Joseph-Ordens. Er begann sich zunehmend mit der Bildhauerei zu beschäftigen und erhielt 1904 den Auftrag, anlässlich des 60. Geburtstages von Karl Lueger den Karl-Borromäus-Brunnen zu gestalten, den er gemeinsam mit Josef Plečnik ausführte. Engelhart beteiligte sich an der Weltausstellung in St. Louis und erhielt dort eine Bronze- und eine Goldmedaille. 1905 kam es innerhalb der Secession zur Abspaltung einer Gruppe um Gustav Klimt, während Engelhart die verbliebenen Künstler anführte, die konservativer eingestellt waren als die ersteren und als Naturalisten bezeichnet wurden. Es zeigte sich bald, dass die Klimt-Gruppe mehr Aufmerksamkeit erregen konnte als die Engelhart-Leute. 1905 heiratete Kolo Moser die Halbschwester von Engelharts Frau, Editha („Ditha“) Mautner von Markhof, und zog in die Nachbarschaft Engelharts, das Verhältnis zwischen den Künstlern blieb aber angespannt, da Moser der anderen Gruppierung angehörte. 1906 trat Engelhart mit seiner ganzen Familie aus der Katholischen Kirche aus und wurde evangelisch.

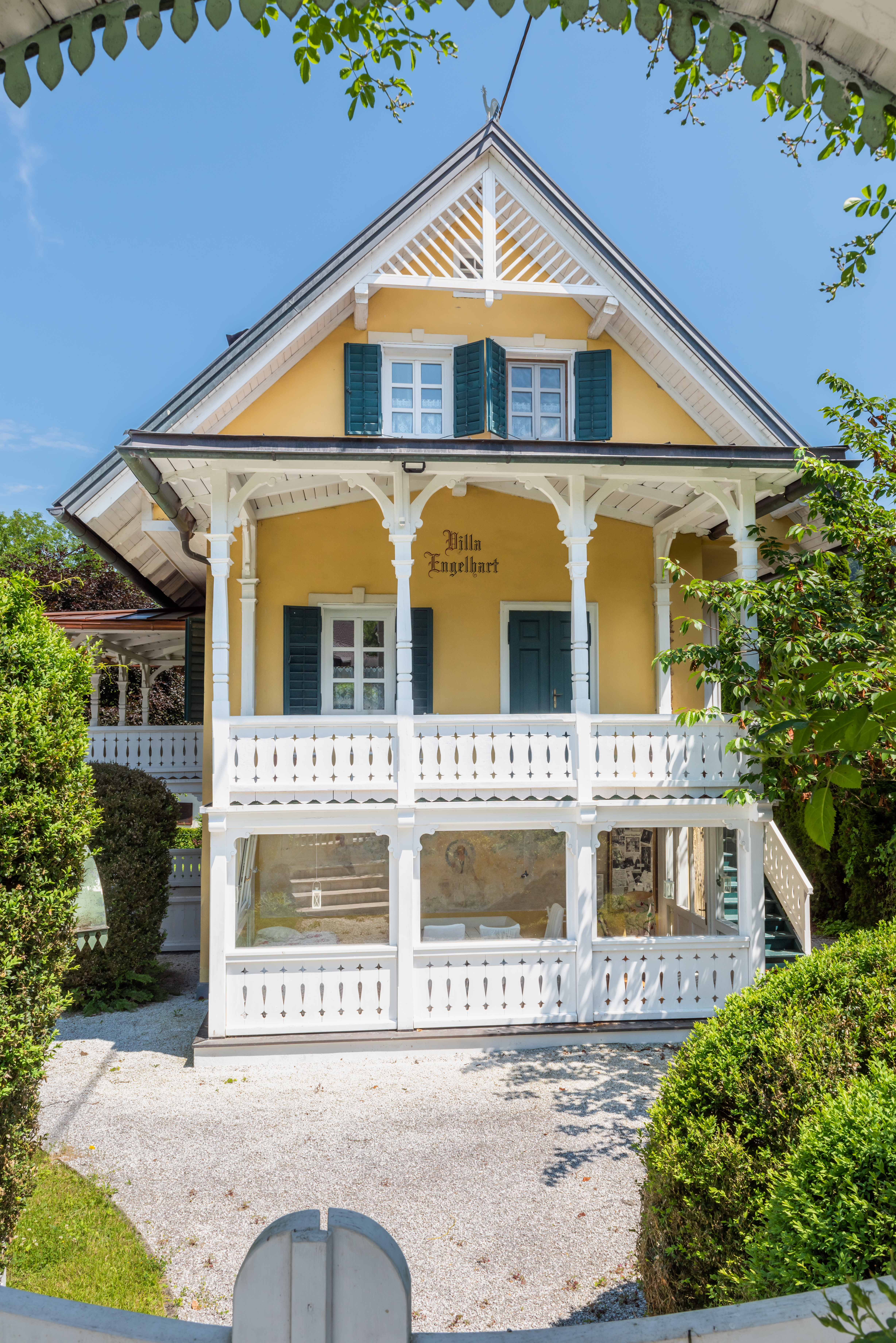
Villa Engelhart in Sekirn, Maria Wörth

1909 erhielt Engelhart den Auftrag für ein Waldmüller-Denkmal im Wiener Rathauspark. Die 34. Ausstellung der Secession war die erste große Kollektivausstellung Engelharts mit 233 gezeigten Werken. 1910 folgte eine Kollektivausstellung in Graz mit 128 Werken. Er wurde zum zweiten Mal Präsident der Wiener Secession. Reisen führten ihn nach Griechenland, Ägypten, an den Gardasee, nach Rügen und Dänemark. Er lieferte 1911 im Auftrag des Kölner Schokoladeproduzenten Ludwig Stollwerck Entwürfe für Stollwerck-Sammelbilder, u. a. für das Stollwerck-Sammelalbum No. 12.
Nach Ausbruch des Ersten Weltkrieges richtete Engelhart in seinem Wohnhaus ein Reservespital für verwundete Soldaten ein und meldete sich als Kriegsmaler im k.u.k. Kriegspressequartier an die Front, wo er in Ostgalizien, Bosnien und an der Isonzo-Front tätig wurde. 1917 verlieh Kaiser Karl I. Engelhart den Berufstitel Professor. Er zeigte in zahlreichen Bildern das schwere Schicksal der vom Krieg betroffenen Bevölkerung an der Front, wie auch das Elend in Wien nach der Beendigung des Krieges.

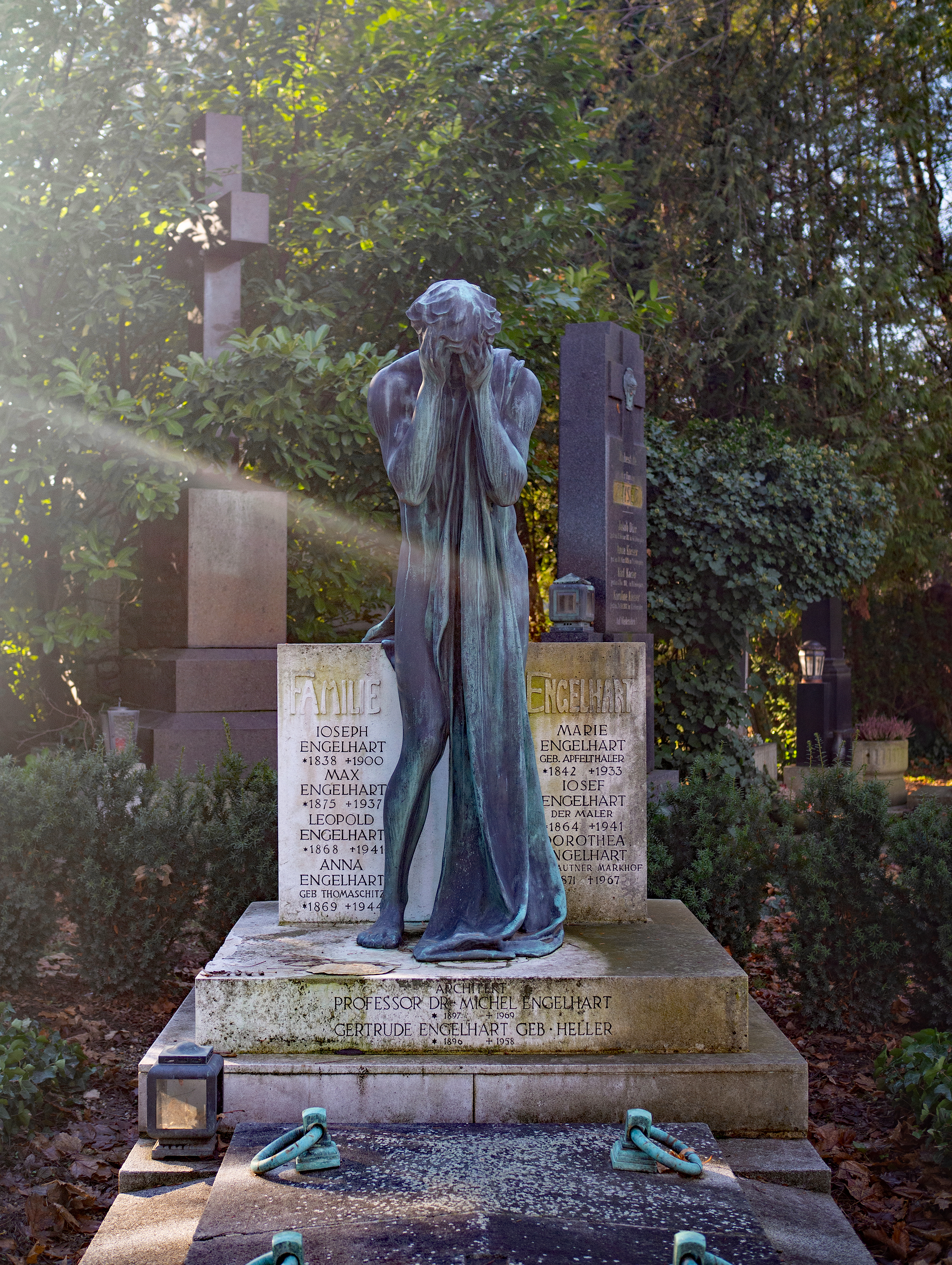
Grabstätte von Josef Engelhart auf dem Wiener Zentralfriedhof

1919 folgte noch einmal eine große Kollektivausstellung Engelharts in der Secession mit 267 Werken. Er stand allerdings den neuesten Strömungen und Entwicklungen in der Kunstszene ablehnend gegenüber, was seinem Erfolg nicht förderlich war. In den folgenden Jahren beschränkte er sich auf die Darstellung von Familienmitgliedern und Porträts von Personen des öffentlichen Lebens, wie Bundeskanzler Ignaz Seipel. Engelhart war politisch immer konservativ eingestellt, war seinerzeit schon Anhänger Luegers und konnte sich mit dem Untergang der Monarchie nicht abfinden. 1926 trat er schließlich aus der Secession aus. 1935 erlitt er einen schweren Verkehrsunfall, dessen Folgen ihn zusätzlich am künstlerischen Schaffen behinderten. Nach dem „Anschluss“ Österreichs an das Deutsche Reich suchte Engelhart um Aufnahme in den Bund deutscher Maler Österreichs an. Im selben Jahr wurde ein schon viel früher entworfenes Fiakerdenkmal Engelharts in Bronze gegossen, das 1991 dann schließlich öffentlich aufgestellt wurde. 1940/41 wurden Bilder Engelharts zum letzten Mal anlässlich der Weihnachtsausstellung der Gesellschaft bildender Künstlers Wiens im Secessions-Gebäude gezeigt. Engelhart starb 1941 an Krebs, er wurde in einem ehrenhalber gewidmeten Grab (Gruppe 16H, Grab 1) auf dem Wiener Zentralfriedhof beigesetzt. Seine Lebenserinnerungen erschienen 1943, bis auf wenige Exemplare wurde aber die gesamte Auflage durch einen Bombentreffer zerstört. 1951 benannte man die Engelhartgasse in Wien-Hietzing nach ihm.
Das Interesse Engelharts galt zum Großteil der Darstellung des Menschen, seien es Akte, Porträts, Volks- oder Gesellschaftsszenen. Auch die eigene Familie wurde von ihm immer wieder gemalt. Beeinflusst von der französischen Malerei des Impressionismus besticht vor allem seine Behandlung der Farbe und des Lichts. Zu allen Zeiten blieb Engelhart der realistischen gegenständlichen Malerei verhaftet.
Engelhart, der zu seinen Lebzeiten einer der wichtigsten und erfolgreichsten Maler Österreichs war und der nicht zuletzt eine treibende Kraft der Wiener Secession war, geriet in seinen späteren Jahren und vor allem nach seinem Tod zunehmend in Vergessenheit. In den letzten Jahren wird ihm wieder mehr Aufmerksamkeit gewidmet. Einer Ausstellung der Wiener Stadt- und Landesbibliothek 1992 folgte 2009 die erste umfassende Werkschau Engelharts nach seinem Tode in der Wiener Hermesvilla.
Josef Engelhart hatte sechs Kinder. Sein Sohn Michael „Michel“ war Architekt. Seine Tochter Susanne war Schauspielerin. Seine Tochter Elisabeth „Liesi“ war verheiratet mit dem Physiker, Radiopionier und Erfinder Robert von Neumann-Ettenreich (1892–1951), der sich nach 1919 Robert Ettenreich nannte. Eine nahe Verwandte von ihr war die Lehrerin und Politikerin Nora Hiltl.

## Werke

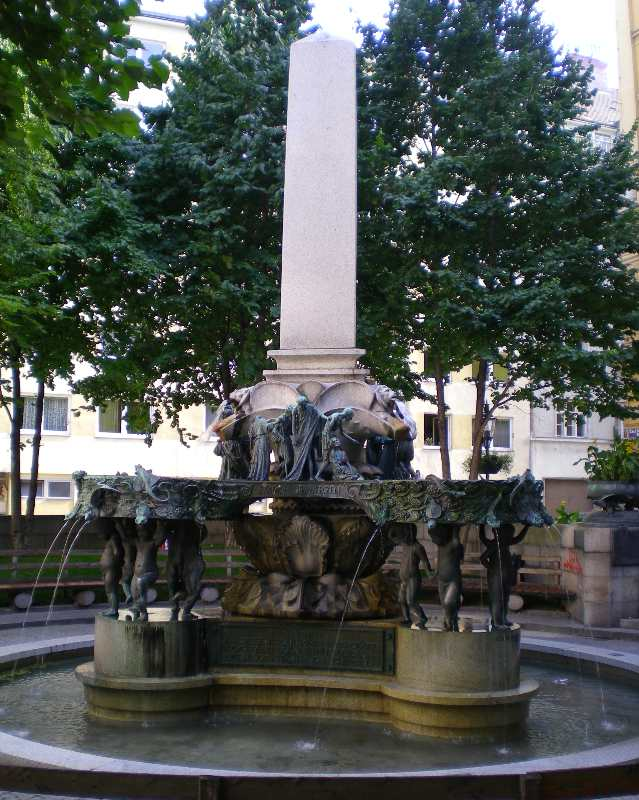
Karl-Borromäus-Brunnen in Wien-Landstraße

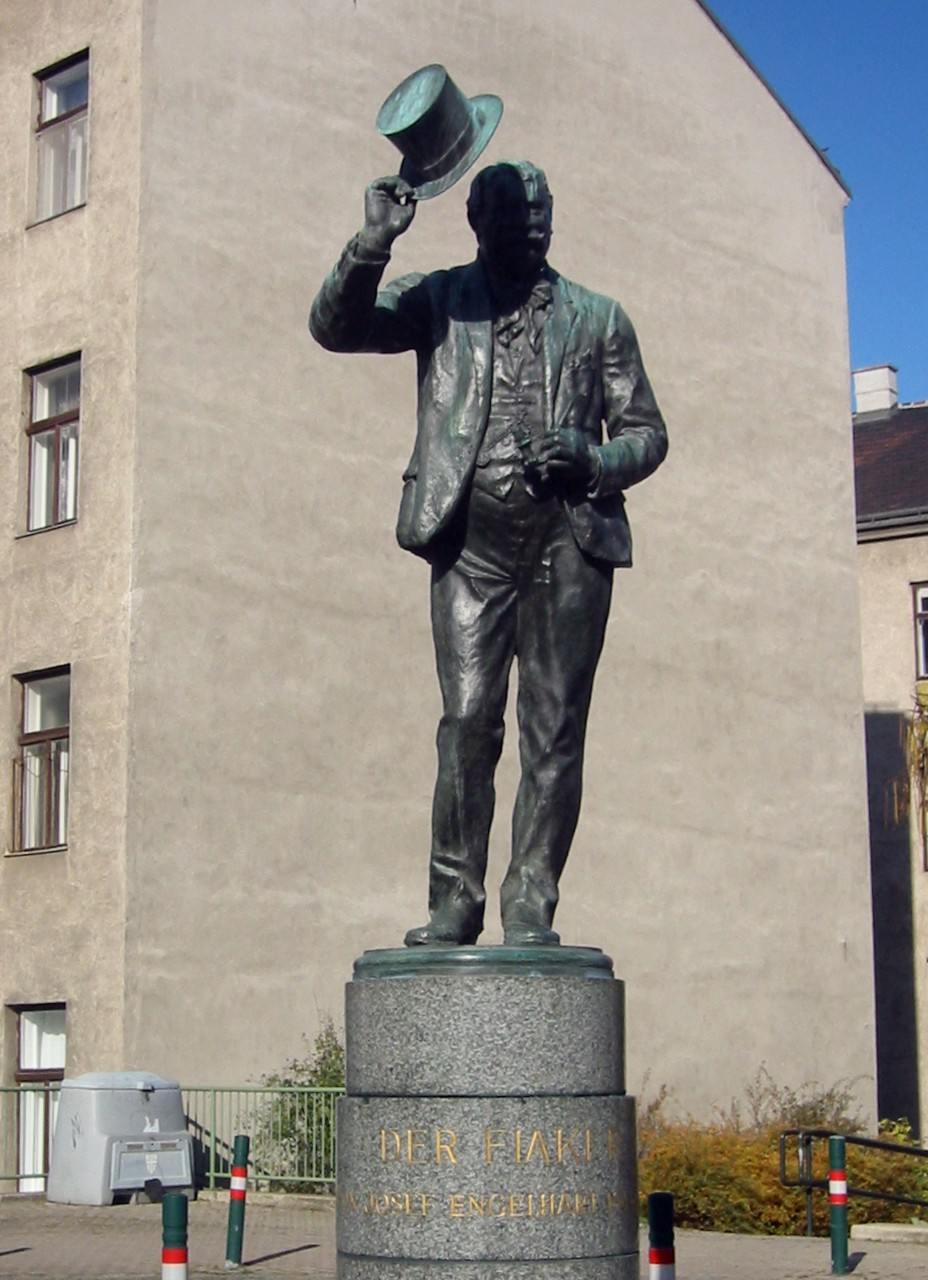
Fiakerdenkmal

### Malerei
- Adam und Eva nach dem Sündenfall, (?), 1885, (?), (Maße ?)
- Banda, (?), vermutlich 1888, (?), (Maße?)
- Akt im Grünen (Künzelsau, Sammlung Würth, Inv. Nr. 2.615), 1889, Gouache auf Papier, 22 × 47 cm
- Ball auf der Hängstatt (Wien Museum, Inv. Nr. 34.315), 1890, Öl auf Leinwand, 100,8 × 150,5 cm
- Das Erdberger Mais (Wien Museum, Inv. Nr. 42.738), 1890, Öl auf Leinwand, 58 × 37 cm
- Selbstporträt mit Zylinder (Wien, Belvedere, Inv. Nr. 5.867), 1892, Öl auf Holz, 61 × 46,5 cm
- Blick aus meinem Fenster (Wien, Belvedere, Inv. Nr. 1.039), 1892, Tempera auf Papier, 65 × 60 cm
- Die Kartenspieler (Wien Museum, Inv. Nr. 42.737), 1893, Öl auf Leinwand, 65 × 80 cm
- Im Gartenrestaurant (Wien, Belvedere, Inv. Nr. 5.212), 1893, Öl auf Holz, 28 × 26 cm
- Damenporträt aus Taormina (Wien Museum, Inv. Nr. 214.440), 1894, Pastell, 64 × 49,5 cm
- Kühe am Wasser (St. Pölten, Niederösterreichisches Landesmuseum, Inv. Nr. 6.589), 1895, Öl auf Leinwand, 92 × 136,3 cm
- Waldsee-Badende (Wien Museum, Inv. Nr. 214.434), Öl auf Leinwand, 70 × 100 cm
- Karnerleute (St. Pölten, Niederösterreichisches Landesmuseum, Inv. Nr. 6.533), 1900, Öl auf Leinwand, 115 × 115 cm
- Akt im Freien stehend (Wien Museum, Inv. Nr. 214.430), 1900, Öl auf Leinwand, 120 × 65,5 cm
- Loge im Sophiensaal (Wien Museum, Inv. Nr. 45.641), 1903, Öl auf Leinwand, 100 × 95 cm
- Die Blumenmädchen (Wien Museum, Inv. Nr. 214.431), 1903, Öl auf Leinwand, 192 × 150 cm
- Die Rax (Wien Museum, Inv. Nr. 74.701), 1905, Öl auf Leinwand, 94 × 104 cm
- Die Vertriebenen (Wien Museum, Inv. Nr. 214.441), 1915, Pastell, 56 × 118 cm
- Wien im Jahre 1918 (Wien Museum, Inv. Nr. 42.739), 1918, Öl auf Leinwand, 148 × 191 cm
- Der Nordbahnhof am 8. November 1918 (Wien Museum, Inv. Nr. 143.681), 1918, Öl auf Holz, 59,5 × 73,8 cm
- Porträt Bundeskanzler Prälat Ignaz Seipel, 1929, Öl auf Leinwand, Heeresgeschichtliches Museum, Wien

### Plastik
- Robert-Koch-Denkmal auf Brijuni, um 1900
- Büste Josef Plečnik (Wien, Belvedere, Inv. Nr. 1.052), 1907, Bronze, 35 cm
- Karl-Borromäus-Brunnen (Wien, Karl-Borromäus-Platz), 1904–09
- Grabmal Rudolf von Alt (Wien, Zentralfriedhof)
- Grabmal Peter Habig (Wien, Zentralfriedhof)
- Waldmüller-Denkmal (Wien, Rathauspark), 1908–1913, Marmor
- Büste Ignaz Seipel (Wien, Universität), 1933
- Fiakerdenkmal (Wien, Fiakerplatz), 1938, Bronze
- Johannes der Täufer (Stollwerck-Mausoleum), Bronze

### Schriften
- Josef Engelhart: Ein Wiener Maler erzählt – Mein Leben und meine Modelle, Wilhelm Andermann Verlag, Wien 1943.